# Кабанне
Каба́нне — проміжна вантажно-пасажирська залізнична станція Лиманської дирекції Донецької залізниці.
Розташована в смт Красноріченське, Сватівський район, Луганської області на неелектрифікованій лінії Сватове — Попасна між станціями Кремінне (20 км) та Сватове (21 км). Ділянка залізниці одноколійна.
Обслуговується приміськими дизель-поїздами, а також пасажирськими:
- Лисичанськ — Київ (через Суми);
- Лисичанськ — Хмельницький (через Полтаву, Вінницю);
- Лисичанськ — Харків (2 пари).

Не зважаючи на військову агресію Росії на сході Україні, транспортне сполучення не припинене, щодоби п'ять пар приміських поїздів здійснюють перевезення за маршрутом Сватове — Попасна.